# 3075 Bornmann
A 3075 Bornmann (ideiglenes jelöléssel 1981 EY15) a Naprendszer kisbolygóövében található aszteroida. Schelte J. Bus fedezte fel 1981. március 1-én.